# Jacob Druckman
Jacob Raphael Druckman (Filadelfia, 26 giugno 1928 – New Haven, 24 maggio 1996) è stato un compositore statunitense.

## Biografia
Laureato alla Juilliard School, Druckman ha studiato con Vincent Persichetti, Peter Mennin e Bernard Wagenaar. Nel 1949 e nel 1950 studiò con Aaron Copland a Tanglewood e successivamente continuò i suoi studi all'École Normale de Musique di Parigi (1954-55). Ha lavorato molto con la musica elettronica, oltre a numerosi lavori per orchestra o per piccoli gruppi. Nel 1972 ha vinto il premio Pulitzer per il suo primo grande lavoro orchestrale, Windows. È stato compositore in residenza della New York Philharmonic dal 1982 al 1985. Druckman ha insegnato alla Juilliard, all'Aspen Music Festival, a Tanglewood, al Brooklyn College, al Bard College e alla Università Yale, tra gli altri incarichi. È Compositore Statale Laureato del Connecticut.
Druckman morì di cancro ai polmoni all'età di 67 anni. La sua musica è stata pubblicata da Boosey & Hawkes. È il padre del percussionista Daniel Druckman.
Tra i musicisti che hanno registrato i suoi lavori ci sono David Zinman, Wolfgang Sawallisch, Zubin Mehta, Leonard Slatkin, Dawn Upshaw, Jan DeGaetani, il Dorian Wind Quintet e l'American Brass Quintet.

## Lavori più importanti
- String Quartet No. 1 (1948)
- The Seven Deadly Sins (1955), per piano
- Dark Upon the Harp (1961–1962), per mezzosoprano, ottoni e percussioni. Testi dai Salmi della Bibbia
- String Quartet No. 2 (1966)
- Animus I (1966–1967), per trombone e nastro magnetico
- Animus II (1967–1968), per mezzosoprano, percussioni e nastro magnetico
- Animus III (1968), per clarinetto e nastro magnetico
- Incenters (1968), per 13 strumenti
- Valentine (1969), per contrabasso solista
- Synapse (1971), per nastro magnetico
- Windows (1972), per orchestra
- Delizie Contente Che l'Alme Beate After Cavalli (1973), per quintetto di fiati e nastro magnetico
- Lamia (1975), per mezzosoprano e orchestra. Secondo il compositore "I testi spaziano dai più terrificanti dannati delle antiche streghe al più innocente sogno folcloristico-evocativo delle fanciulle della provincia."[4]
- Other Voices (1976), per quintetto di ottoni
- Aureole (1979), per orchestra
- Prism (1980), per orchestra
- String Quartet No. 3 (1981)
- Vox Humana (1983), per coro e orchestra
- Reflections on the Nature of Water (1986), per marimba solista
- Brangle (1988–1989), per orchestra
- Antiphonies, per due cori; versi di Gerard Manley Hopkins.
- Summer Lightning (1991), per orchestra
- Seraphic Games (1992), per orchestra
- Counterpoise (1994), per soprano e orchestra

## Allievi
- Daniel Asia
- Robert Beaser
- Mark Birnbaum
- Peter Child
- Sidney Corbett
- Robert Cucinotta
- Conrad Cummings
- Michael Daugherty
- Donald Fagen
- Anthony Gatto
- Melissa Hui
- Daniel Kellogg

- Aaron Jay Kernis
- Douglas Knehansv
- Graeme Koehne
- David Lang
- Peter Scott Lewis
- Scott Lindroth
- Jing Jing Luo
- Cindy McTee
- Marc Mellits
- Leon Milo
- Barberi Paull
- Kevin Puts

- Carlos Sanchez-Gutierrez
- Arlene Sierra
- Sheila Silver
- André M. Smith
- Laurie Spiegel
- Pathorn Srikaranonda
- Jan Swafford
- Christopher Theofanidis
- Augusta Read Thomas
- Joseph Waters
- Amnon Wolman
- Carolyn Yarnell